# ダニロ・テュルク
ダニロ・テュルク（Danilo Türk、1952年2月19日 - ）は、スロベニアの法学者、外交官、政治家。2007年12月より2012年12月まで同国大統領（第3代）を務めた。

## 来歴
マリボルにドイツ系の家庭に生まれる。リュブリャナ大学で法学を学び、1978年から同大学で講師を務めた。またベオグラード大学で修士号を取得している。1995年から国際法の教授を務めている。1992年から2000年まで、スロベニアの国連大使を務めた。2000年、当時のコフィー・アナン国連事務総長に政治補佐官として招聘され、2005年まで務めた。
2007年10月に行われたスロベニア大統領選挙では、無所属ながら社会民主党の候補として出馬し、中道・左派の票24.5％を集めて第2位につけ、11月に行われた決選投票では第1回投票で得票率1位だったロイゼ・ペーテルレ元首相を破って第3代大統領に選出された。2012年12月に行われた大統領選挙では決選投票で前首相のボルト・パホルに敗れた。